# Korjakische Rüstung
Eine Korjakische Rüstung ist eine Rüstung der Korjaken und anderer Völker von den Aleuten, aus Kamtschatka und Alaska.

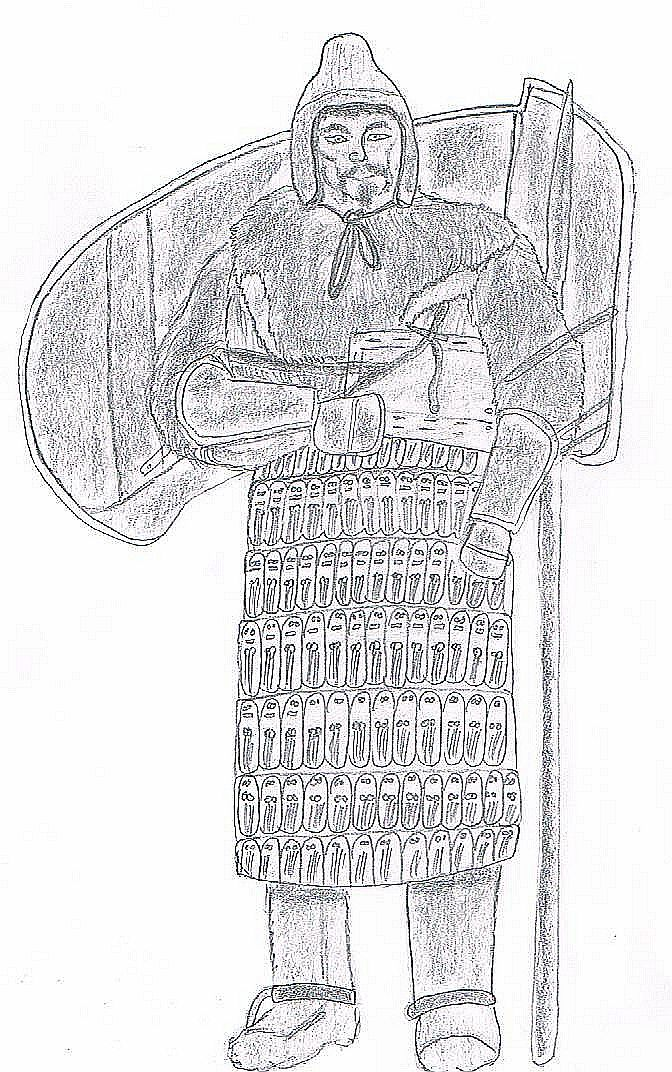
Koryak-Rüstung

## Beschreibung
Eine Korjakische Rüstung besteht in der Regel aus Robbenleder und Walross- oder Walknochen sowie aus Tierfell. Die gesamte Rüstung setzt sich aus Kappe, Jacke, Hose, Schulterüberwurf, Armschienen, Stiefel, Handschuhen, einem Panzerrock und einem Rückenschild zusammen. Die Kleidungsstücke sind aus Leder gearbeitet und auf der Innenseite mit Fell gefüttert, um den Träger warm zu halten. Der Panzerrock besteht aus Knochenplatten, die aus den Knochen des Walrosses oder aus Walknochen geschnitzt sind. Die Knochenplatten sind untereinander verbunden und in Reihen angeordnet. Der Knochenpanzer reicht bis unterhalb der Knie. Die Armschienen bestehen ebenfalls aus Knochen und sind aus mehreren Platten zusammengesetzt und werden an beiden Armen getragen. Die Oberseite der Hände ist ebenfalls durch Knochenplatten geschützt, die mit den Armschienen verbunden sind. Das Auffälligste an der Rüstung ist der große Rückenschild, der aus Leder und einem Holz- oder Knochenrahmen besteht. Er ist mit Lederbändern an der Rüstung befestigt und verläuft schräg über den Rücken. Er deckt den Kopf und den Rücken zu einem Teil und dient dazu, vor Wurfgeschossen wie Steinen und vor Fangschlingen zu schützen. Die Fangschlingen waren eine beliebte und weit verbreitete Fangwaffe bei den Völkern in Alaska und auf den Aleuten. Der Rückenschild verhinderte, dass die Fangschlingen über den Kopf gleiten konnten. Es gibt noch eine ähnliche Version, die von den Eskimos getragen wurde (siehe Tschuktschen-Rüstung), sich jedoch in wichtigen Teilen von dieser hier unterscheidet.